# كيكي تورتوسا
كيكي تورتوسا (بالإسبانية: Enrique Tortosa García)‏ (13 يوليو 1983 بجزيرة شقر في إسبانيا - ) هو لاعب كرة قدم إسباني في مركز الدفاع. لعب مع نادي ألباسيتي ونادي بورغوس ونادي غوادالاخارا ونادي الزيرا ‏ وBenidorm CF ‏.

## وصلات خارجية
- كيكي تورتوسا على موقع قاعدة بيانات كرة القدم.إي يو (الإنجليزية)
- كيكي تورتوسا على موقع Soccerway.com (الإنجليزية)
- كيكي تورتوسا على موقع AS.com (الإسبانية)